# Slag om Norg
Slag om Norg is een wielerwedstrijd die sinds 2012 wordt verreden in de omgeving van Norg, Drenthe, Nederland. Het parkoers over 100 kilometer loopt voor een groot gedeelte over onverharde wegen, dit naar voorbeeld van de Italiaanse koers Strade Bianche.
De voor zondag 14 augustus 2016 geplande wedstrijd is op genomen op de UCI Europe Tour-kalender 2016 als een 1.2 wedstrijd. Op 15 december 2022 werd bekend dat de koers niet meer georganiseerd zal worden. Op 17 augustus 2024 werd aangekondigd dat de koers vanaf 2025 weer verreden zal worden.

## Overwinningen per land
| Overwinningen | Land      |
| ------------- | --------- |
| 7             | Nederland |
| 1             | België    |